# 兵庫県道205号小野町停車場線
兵庫県道205号小野町停車場線（ひょうごけんどう205ごう おのまちていしゃじょうせん）は、兵庫県小野市を通る一般県道である。

## 概要
JR西日本加古川線 小野町駅前から小野市下来住町（しもきしちょう）に至る。

### 路線データ
- 起点：小野市下来住町（JR西日本加古川線 小野町駅前）
- 終点：小野市下来住町（兵庫県道81号小野香寺線交点）
- 総延長：125 m

## 地理

### 通過する自治体
- 小野市

### 交差する道路
| 交差する道路                                          | 交差する場所               | 交差する場所 |
| ----------------------------------------------------- | -------------------------- | ------------ |
| 兵庫県道81号小野香寺線 兵庫県道349号市場多井田線 重複 | 下来住町（しもきしちょう） | 終点         |

### 沿線
- JR西日本加古川線 小野町駅
- 加古川